# Темп (аеродром)
Темп — російська арктична військова авіабаза, створена в 2013 році на західній частині острова Котельний, яка обслуговує станцію «Північна Конюшина».

## Історія
Темп спочатку був споруджений в 1949 році та був другорядним полярним аеродромом в часи СРСР. Зв'язок з материком через аеропорт Тиксі підтримували літаки Лі-2. Станція складалася з двох зрубних бараків, гаража та наметів. Поруч розташовувалася рибальсько-мисливська станція Кіенг-Урас, яка мала 5 будівель. На північ від станції Темп, на північному краю затоки Темп, була рибальсько-мисливська станція Бисах-Карга.
У 1960-х роках було встановлено радіолокаційний оглядовий майданчик разом із ротою солдатів. У 1970-х роках були проведені деякі сейсмологічні дослідження. У 1993 році станцію законсервували. Приблизно у 2010 році, в умовах посилення міжнародної конкуренції за ресурси Арктики, російський уряд вирішив відновити станцію. Ця робота розпочалася 29 жовтня 2013 року. Злітно-посадкова смуга аеродрому розташована на гальковій косі, що відділяє Арктичну затоку Стахановців від лагуни, і здатна обслуговувати літаки Антонов Ан-72. Базу обслуговує близько 50 військовослужбовців.
У вересні 2014 року 99-а тактична арктична група розпочала будівництво злітно-посадкової смуги, пристані та бази для розміщення військовослужбовців та їхніх сімей. Тепер аеродром здатний приймати літаки Іл-76 цілий рік, що значно покращує можливості баз для постачання.

## Катастрофи та інциденти
2011 року при спробі посадки розбився вертоліт Ка-27.